# Epiphragma nymphicum
Epiphragma nymphicum är en tvåvingeart som beskrevs av Alexander 1928. Epiphragma nymphicum ingår i släktet Epiphragma och familjen småharkrankar.
Artens utbredningsområde är Taiwan. Inga underarter finns listade i Catalogue of Life.